# Miroslava Carrillo Martínez
Miroslava Carrillo Martínez es una abogada y política mexicana, miembro del partido Movimiento Regeneración Nacional (Morena). Ha ocupado numerosos cargos públicos, entre los que estuvo diputada federal para el periodo de 2018 a 2019.

## Reseña biográfica
Miroslava Carrillo Martínez es licenciada y maestra en Derecho, egresada de la Universidad Autónoma del Estado de México, misma institución en la que cuenta con una especialidad en Derecho Legislativo; es en adición, cuenta con un diplomado en Derecho Civil y es doctora en Derecho, ambos por la Universidad de Estudios de Posgrado en Derecho.
Ha ejercido la docencia de materias como Derecho Constitucional, Administrativo, Legislativo y de la Información, en las facultades de Derecho y de Ciencias Políticas y Sociales de la Universidad Autónoma del Estado de México.
Se ha desempeñado como funcionaria en el Instituto Electoral del Estado de México en 1996, y a partir de 1997 ingresó al Congreso del Estado de México, donde fue auxiliar administrativo hasta 1998, analista jurídica de 1999 a 2002, abogada dictaminadora de 2003 a 2005, secretaria técnica de la Junta de Coordinación Política en la LV y LVI Legislaturas de 2005 a 2007 y directora de Asistencia Administrativa y Parlamentaria de 2007 a 2008.
De 2008 a 2014 se desempeñó como comisionada en Instituto de Transparencia, Acceso a la Información Pública y Protección de Datos Personales del estado de México y Municipios, y de 2015 a 2018 fue consejera de la Comisión de Derechos Humanos del estado de México.
En 2018 fue postulada candidata de la coalición Juntos Haremos Historia a diputada federal por el Distrito 34 del estado de México con cabecera en la ciudad de Toluca, siendo electa a la LXIV Legislatura que concluiría en 2021. fue integrante del grupo parlamentario de Morena y se desempeñó como presidenta de la comisión de Puntos Constitucionales; y como integrante de la comisión Jurisdiccional, de la comisión de Transparencia y Anticorrupción, y de la comisión de Vigilancia de la Auditoría Superior de la Federación.
El 10 de diciembre de 2019 solicitó y obtuvo licencia indefinida a la diputación a partir del 16 de diciembre del mismo año, trascendiendo la posibilidad de que sea posteriormente designada para dirigir el Órgano Superior de Fiscalización del Estado de México.